# Chim đớp ruồi Galapagos
Myiarchus magnirostris là một loài chim trong họ Tyrannidae.